# Tisno
Tisno je općina u Šibensko-kninskoj županiji, Hrvatska.

## Zemljopis
Smješten dijelom na Tišnjanskom poluotoku, a dijelom na otoku Murteru. Tjesnac (po kojem je Tisno i dobilo ime) između otoka i kopna širok je samo 38 metara, a od 1832. godine povezan je, danas, pokretnim mostom. Noviji dio naselja izgrađen je na kopnenom predjelu Gomilica.
Tisno se nalazi u neposrednoj blizini glavnih dalmatinskih gradova Šibenik, 28 km, Zadar 56 km i Split 100 km, s kojim je povezan glavnom magistralnom cestom, te autocestom A1.

## Stanovništvo
Po popisu Tisno ima 1287 stanovnika.
| broj stanovnika | 2539  | 4055  | 3007  | 3412  | 3739  | 3999  | 4229  | 4345  | 4187  | 4120  | 3825  | 3808  | 3030  | 3374  | 3239  | 3094  | 2908  |
|                 | 1857. | 1869. | 1880. | 1890. | 1900. | 1910. | 1921. | 1931. | 1948. | 1953. | 1961. | 1971. | 1981. | 1991. | 2001. | 2011. | 2021. |

| broj stanovnika | 1192  | 1307  | 1280  | 1484  | 1656  | 1689  | 1920  | 2032  | 1787  | 1607  | 1455  | 1570  | 1221  | 1431  | 1377  | 1287  | 1192  |
|                 | 1857. | 1869. | 1880. | 1890. | 1900. | 1910. | 1921. | 1931. | 1948. | 1953. | 1961. | 1971. | 1981. | 1991. | 2001. | 2011. | 2021. |

## Povijest

### O imenu mjesta
Preci današnjih Tišnjana doselivši na otok Murter, zauzeli su sjeveroistočni dio otoka i po tjesnacu, na kojem su se smjestili, mjesto je dobilo svoje ime. Najstariji hrvatski naziv Tischno nalazimo na nacrtu iz 1567. godine koji se nalazi u Muzeju grada Šibenika.
Sam naziv mjesta kroz povijest bio je mijenjan nekoliko puta. Prvobitno ime Tisno u vrijeme vršenja popisa stanovnika i izrade topografskih karata za Austrougarske (kada je jedan od službenih jezika u Dalmaciji bio talijanski) bilo je prevedeno na talijanski u Stretto, a kasnije za stare Jugoslavije opet prevedeno u Tijesno kao obična riječ (pridjev općeg jezičnog značenja), a ne geografsko ime. Iako su po pravopisu u to vrijeme imena mjesta trebala čitati i pisati na onom dijelektu kojim stanovnici tog mjesta govore, Tisno je i dalje ostalo Tijesno. Ponovno originalno ime 'Tisno', mjesto dobiva nazad nakon osamostaljena Republike Hrvatske.

### Prvi spomen i postanak mjesta
Narodna predaja kaže,  a povjesničari pišu, da je Tisno nastalo doseljenjem prebjega pred Turcima.  Mlečani i Turci vodili su u Dalmaciji šest ratova. Prvi rat počeo je 1463. i trajao do 1479. godine. Već godine 1414. Turci su upali prvi put na šibensko područje i do izbijanja prvog rata, kroz gotovo 50 godina, izvršili su mnogo upada u šibenski teritorij i poveli u ropstvo na desetke tisuća ljudi. Zato se stanovništvo preseljavalo s kopna na otoke prije, a pogotovo za prvog mletačko-turskog rata, čija je najvažnija posljedica selidba stanovništva s kopna na otoke. Napadi Turaka na mletački teritorij bili su česti pa dalmatinski gradovi, nisu mogli nikada znati kada će njihov teritorij biti napadnut. Zbog toga su Mlečani počeli podizati utvrde u nekim dalmatinskim gradovima, a u nekim selima obrambene zidine. U tu svrhu godine 1474., mletački dužd šalje šibenskom knezu 300 dukata da se na području Mandaline i Tisnoga podignu obrambeni zidovi. To je u Tisnomu učinjeno godine 1475.
Opasnost od Turaka bila je tolika da je šibenski knez Jerolim Pisari boravio u siječnju 1478. godine u Jurjevgradu (današnji Tribunj) i davao upute za borbu protiv Turaka. Tada se seljaci Dazline tuže da ih uznemiravaju Turci, pa ne mogu davati desetine. Prvih mjeseci godine 1501., Turci spaljuju Dazlinu, Grabovce, Velim, Zlosela, Putićanje, i još jedanaest sela na šibenskome teritoriju.
Vidjeli smo da se Tisno spominje 1474. godine, a povjesničari pišu da je Tisno pripadalo župi Murter od svog postanka do 1548., kada je Tisno dobilo svoju župu i kada je u njemu posvećena crkva sv. Duha. To dokazuje natpis nad vratima crkve, na jugozapadnoj strani, Eccl. Cons. MDXXXXVIII (crkva posvećena 1548.), s grbom šibenskog biskupa I. Lučića Stafilića.
Najstarijim dijelom Tisnoga i danas se smatra južni kraj zvan Rat. Njega su naselili žitelji iz Oštrice, udaljene oko 2 kilometra od otočnog dijela mjesta.
Tijekom 18. stoljeća u Tisno su se doselile bogate obitelji iz Italije koje su se s vremenom asimilirale i pomiješale s domaćim hrvatskim stanovništvom. Iz tog vremena ostalo je 11 vila i palača Mazzura, u kojoj je danas smještena uprava općine Tisno i Općinski sud u Tisnom.
Tisno je 30. kolovoza 2007. godine pogodila Kornatska tragedija, kada je u požaru stradalo 12 vatrogasaca, od čega je dio bio iz Tisnog. Jedini preživjeli, Frane Lučić, također je iz Tisnog.

## Poznate osobe
- Vjekoslav Kaleb, književnik
- Milan Meštrov, akademik
- Šime Mazzura, hrv. političar, tiskar i publicist, otac Lava Mazzure[6][7]

## Spomenici i znamenitosti
Naselje Tisno uz mjesto Dubrava, čine i mjesta Dazlina i Ivinj na kopnu. Oba kopnena mjesta spalili su Turci sredinom 16. st. Prigodom rekonstrukcije crkve sv. Martina u Ivinju (11. st.), počela su arheološka iskapanja te su ispod crkve pronađeni zidovi rimske vile rusticae iz 1. st. 
Rimsku vilu je sagradio nepoznati doseljenik koji se u ovaj kraj doselio po završetku Batonskog ustanka. On je početkom 1. stoljeća sagradio objekt koji je imao i stambenu i gospodarsku funkciju, a naknadnim promjenama je izrastao u veliku vilu rustiku. Vila je imala vlastito unutarnje dvorište, proizvodnju i skladištenje ulja te sobe za radnike. Zasebni, raskošno uređeni dio vile je koristio vlasnik vile (Dominus). Dokaz raskošnog života u vili predstavljaju pronađeni ostaci mozaika. Ostaci mozaika su dio stalnog postava izložbe u Palači Katunarić u Tisnom. Iskopana je i trobrodna bazilika (sredina 5. st.) s podnožjem oltara i ranokršćanska krstionica – šesterokutni bazen. Uz baziliku pronađeno je i 900 grobova iz 15. stoljeća., a još se traga za grobljem bazilike koja je srušena najvjerojatnije za provale Turaka. U srednjem vijeku su Hrvati na prostoru ivinjske vile sagradili crkvu Svetog Martina koja je očuvana do danas. U crkvi se svake godine na dan Svetog Martina održava misa. Crkva Svetog Martina u Ivinju je dokaz kulta Svetog Martina u Dalmaciji u periodu od 6. – 11. stoljeća.
U Dazlini se nalazi crkva posvećena sv. Iliji koja potječe iz 11. st., kako je Dazlina obuhvaćala tada malene zaseoke Tribunj i Vodice. U rimsko doba na tom mjestu je stajao fortificijski objekt na cesti Scardona (Skradin) – Zadar. Uskoro se namjerava i na tom lokalitetu započeti s arheološkim iskapanjima, jer se pretpostavlja da se ispod ili u blizini te crkve nalazi još starija crkva sv. Križa. Godine 1543.
Turci spaljuju mjesto, a narod bježi na otok gdje je postajalo naselje s ranogotičkom crkvom sv. Marije za koju se pretpostavlja da se nalazila u Tisnomu jer je to dio otoka najbliži kopnu.
Pretpostavku potvrđuje i to što se na glavnom oltaru sadašnje crkve Sv. Duha, povećene 1548. godine, nalazi ranogotički kip Bogorodice s djetetom. Spomenuti kip (11./12.st.), jedinstven je u Europi jer je unikat obložen srebrom i zlatom a prethodno nije obojan. Danas se taj kip izlaže na izložbama diljem svijeta. Prije 5 godina prigodom rekonstrukcije poda u prezbiteriju župne crkve pronađeni su ostaci stare gotičke apside. Sadašnja župna crkva današnji oblik poprima 1854. Zvonik je odvojen od crkve, građen oko 1640., nije dovršen, a gradnju je prekinuo početak Kandijskih ratova. U župnom uredu čuvaju se originalni nacrti zvonika. Na brdu Brošćica ponad Tisnog nalazi se svetište Gospi od Karavaja (18. st.).

## Obrazovanje
U Tisnome se nalazi osnovna škola koju pohađaju učenici svih naselja iz općine osim Betine, koji idu u osnovnu školu u Murteru.

## Kultura
- KUD "Hartić" Tisno
- KUD "Travulin" Tisno

Garden Festival međunarodni je festival elektronske glazbe koji se  održava u Tisnu u uvali Rastovac tijekom tjedan dana na početku srpnja.

## Šport
- Vaterpolski klub Tisno
- Veslački klub Dupin Tisno
- Košarkaški klub Rastovac

## Zanimljivosti
U Tisnom se održava Međunarodna utrka tovara. Tradicija utrka tovara traje više od tri desetljeća a 2005. utrke su postale međunarodne gdje, među ostalima, nastupaju i reprezentacije SAD-a, Velike Britanije i Njemačke ali i Kosova i Bangladeša. Godine 2012. nastupilo je 14 reprezentacija pred 15.000 gledatelja.

## Galerija
- Crkva sv. Roka u Tisnom
- Zvonik župne crkve
- Spomenik Maslinarstva
- Hotel "Borovnik"

## Vanjske poveznice
|  | Zajednički poslužitelj ima još gradiva o temi Tisno |

- Službene stranice Općine Tisno

|  | Portal Hrvatske: pristup člancima s tematikom o Hrvatskoj |